# Манор

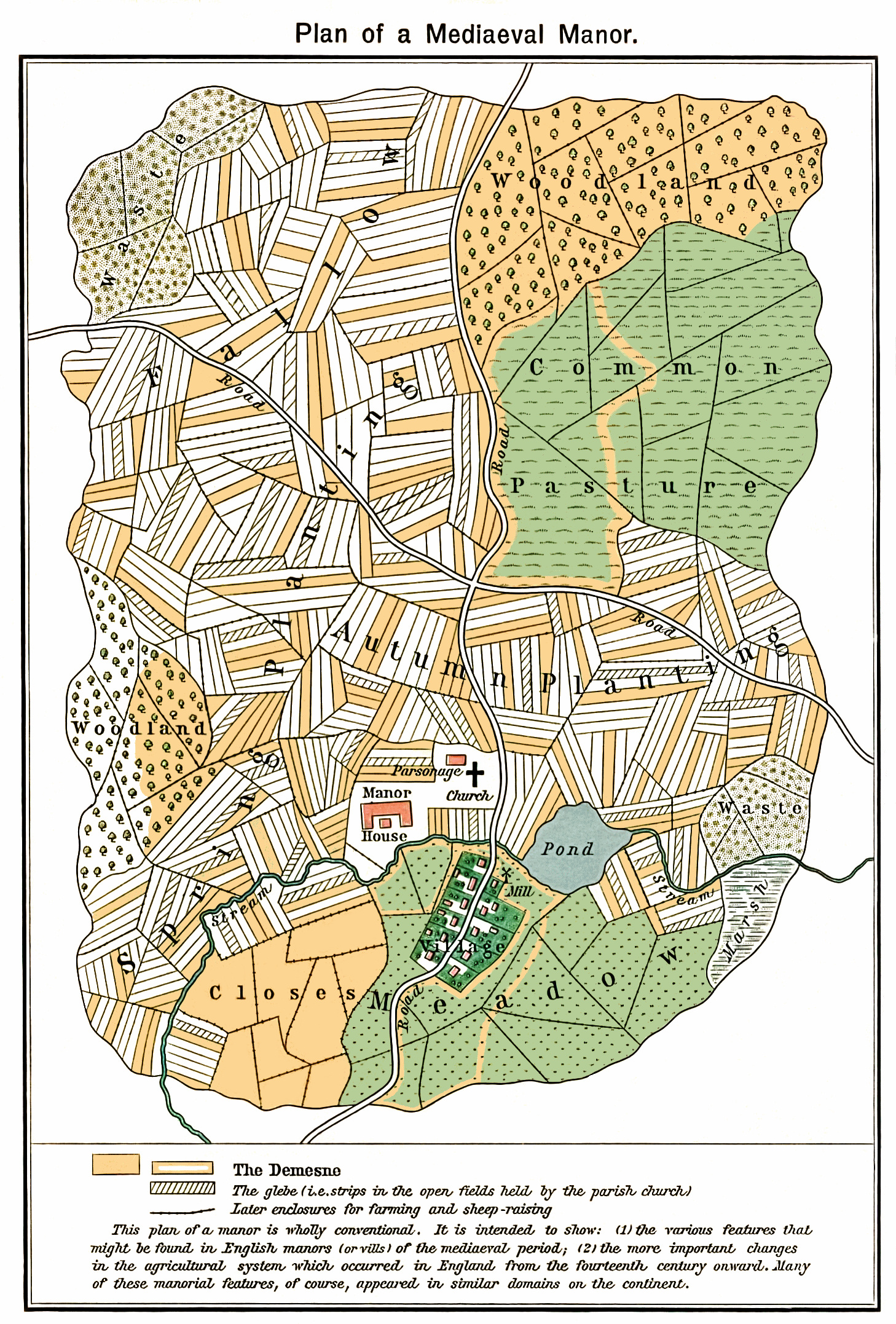
Примерный план средневекового манора

Ма́нор (англ. manor) — феодальное поместье в средневековых Англии и Шотландии, основная хозяйственная единица экономики и форма организации частной юрисдикции в этих государствах. Манор представлял собой комплекс домениальных земель феодала, общинных угодий и наделов лично-зависимых и свободных крестьян, проживающих во входящей в состав манора деревне. Основой манориального хозяйства были отработочные повинности зависимых категорий крестьян (вилланов, коттариев, хазбендменов) и судебная юрисдикция феодала над ними. Социальным и административным центром манора являлась усадьба феодала. Манориальная система господствовала на Британских островах с XI по XVII век, хотя с началом нового времени маноры стали постепенно утрачивать феодальный характер, превращаясь в аграрные хозяйства капиталистического типа.

## Происхождение
Формирование манориальной системы началось в англосаксонский период. Её истоки, по-видимому, лежали в предоставлении королём своим приближённым и церкви земельных владений на праве бокленда, позволяющем держателю земли взыскивать с проживающих на ней лично-свободных крестьян продуктовую ренту. Позднее владельцы таких участков добились признания своей судебной юрисдикции над крестьянами и законодательного закрепления своего права требовать исполнения барщинных повинностей от крестьян, перешедших под покровительство феодала. Первое свидетельство об обязанности крестьянина работать на хозяйстве своего сеньора в случае, если последний предоставил ему надел и семена, содержится в «Правде Инэ» конца VII века.
К середине XI века поместная система организации хозяйства стала доминирующей в Англии. Для её обозначения использовалось выражение heafod botl (др.-англ. основное жилище), под которым понималась не только усадьба сеньора (тэна, эрла), но и прилегающие земли, подчинённые в хозяйственном отношении землевладельцу. Однако единого принципа организации таких поместий до нормандского завоевания не существовало: владения сильно различались по площади (от участков в несколько виргат до поместий, включающих десятки деревень и обширные лесные и пахотные угодья), многие были разбросаны по значительной территории или не имели усадьбы. В Данелаге, где господствовали свободные категории крестьянства, территория домениальной запашки была минимальной и связь феодала с населением подвластной ему территории ограничивалась уплатой небольшой натуральной или денежной ренты и юрисдикцией по ряду категорий судебных дел. В других регионах Англии барщинное хозяйство также не получило всеобщего распространения. Особые категории представляли собой королевские маноры и поместья церковных организаций. Усадьбы короля играли роль административных центров, местом сбора натуральной ренты с населения и часто служили ядром возникающих бургов. Церковные поместья по своим размерам были сопоставимы с королевскими манорами и обычно включали помимо собственной запашки, обрабатываемой трудом зависимых гебуров и генитов, также участки, переданные на тех или иных правах держания третьим лицам.
Новый этап в становлении манориального хозяйства начался после нормандского завоевания 1066 года. Нормандцы принесли в Англию сложившуюся систему феодальных отношений и собственную земельную терминологию. Уже в «Книге страшного суда» англосаксонские поместья, получившие название маноров (лат. manerium, от maneo — остаюсь, проживаю; фр. manoir), стали играть роль базового хозяйственного элемента экономики Англии. Перераспределение англосаксонских поместий среди северофранцузских феодалов и всеобщая земельная перепись 1086 года способствовала унификации разнообразных форм поместий на территории всей страны и формированию классического типа английского манора.

## Хозяйственная организация
Классический манор состоял из усадьбы феодала и одной или нескольких деревень крестьян, среди которых были как лично-зависимые, так и свободные. Земли манора в правовом отношении делились на несколько групп:
- 1. Домениальные земли сеньора, обрабатываемые трудом зависимых крестьян — вилланов;
- 2. Наделы вилланов, предоставленные сеньором в наследственное пользование на условиях выполнения отработочных повинностей и внесения денежной или натуральной ренты;
- 3. Земельные участки свободных крестьян, находящиеся в частной собственности, но под судебной юрисдикцией сеньора;
- 4. Общинные угодья (пастбища, луга, лесные массивы).

Отработочная повинность вилланов обычно составляла от 1 до 3 дней в неделю с дополнительными работами в период сезонных пиков (сев, жатва, сенокос). Свободные крестьяне (фригольдеры) уплачивали сеньору небольшую денежную ренту и иногда привлекались к необременительным вспомогательным работам на хозяйстве феодала. Земельные участки сеньора, зависимых и свободных крестьян чередовались друг с другом в рамках системы открытых полей, хотя с течением времени площадь компактного («огороженного») участка пахоты и пастбищ сеньора существенно увеличивалась. В земледельческой практике доминировало трёхполье.
Помимо пахотных земельных наделов крестьяне также обычно имели небольшое собственное хозяйство: огород, домашнюю птицу, иногда ульи. К усадьбе феодала примыкали его хозяйственные постройки (амбары, сараи), а также, иногда, сады или парк. Общинные угодья, находящиеся в составе манора, использовались всеми жителями деревни и работниками сеньора пропорционально величине их земельных участков, хотя зависимые вилланы были обязаны уплачивать за использование лугов и пастбищ отдельную плату феодалу. Сеньор также имел на территории манора собственную мельницу, а иногда и винодельню, которыми были обязаны пользоваться крестьяне деревни за плату. Лес обычно находился в собственности феодала и являлся источником денежных поступлений за права охоты и выгула свиней.
Манориальная система базировалась на принципе самообеспечения. Выращенные сельскохозяйственные продукты потреблялись в пищу жителями манора и лишь небольшая их часть могла выходить на рынок для оплаты государственных повинностей или закупки вещей, не производимых в деревне (соль, железо). Обычно в маноре существовали сельские ремесленники (кузнецы, плотники, портные, пастухи) из малоземельных или безземельных крестьян — коттариев.

## Манориальные администрация и суд
В случае, если феодалу принадлежало несколько маноров, он передавал функцию осуществления общего надзора за управлением своими поместьями особому должностному лицу — стюарду, который периодически посещал усадьбы феодала, контролируя соблюдение интересов сеньора и председательствуя на заседаниях манориального суда. В крупных поместьях существовал свой административный аппарат. Он обычно возглавлялся бейлифом, представляющем феодала в период его отсутствия. Забота об организации каждодневной работы на домениальных землях, учёт выплачиваемых крестьянами рент и штрафов, приобретение и продажа скота, зерна и другой сельскохозяйственной продукции, ремонтные работы и решение текущих вопросов функционирования манора ложились на плечи старосты, обычно назначаемого из местных крестьян. Он также вёл документацию манора (манориальные списки или описи), в которую вносились, в том числе, данные о всех земельных наделах в составе манора и повинностях за них. Позднее эти сведения стали главным источником для крестьян в подтверждении их прав на надел и объёма повинностей и формировании копигольдерского держания.
Земельные споры, ненадлежащее исполнение повинностей и мелкие проступки крестьян манора рассматривались в манориальном суде (курии), возглавляемом сеньором поместья. Манориальные суды являлись главным инструментом частной юрисдикции феодалов. Возникнув ещё в англосаксонский период, в XII—XIII веках этот институт достиг наивысшего развития: манориальные суды получили право вынесения приговоров по значительному кругу уголовных дел (кроме преступлений против государства), а вилланы потеряли возможность защиты своих прав в королевских судах. Манориальный суд обычно заседал раз в две недели под председательством самого феодала или его представителя (стюарда, бейлифа). Исполнение решений суда осуществлялось с использованием достаточно широкого спектра инструментов наказания: барон мог иметь в своём маноре позорный стул, позорный столб, колодки и виселицу. Наиболее распространённой формой наказания был штраф.
Однако в системе государственной администрации и суда базовой единицей являлся не манор, а деревня. По деревням расписывались налоги, на неё возлагалась обязанность установления события преступления и поимка преступника. Староста, священник и четверо наиболее уважаемых жителей деревни входили в состав суда сотни и участвовали в суде графства. Деревенская община отвечала перед государственной властью за проступки своих членов. Но именно манор обладал средствами для приведения в исполнение обязанностей, наложенных на деревню.

## Виды маноров и пределы распространения
Хотя манориальная система хозяйствования доминировала в Англии, она никогда не была единственной. Существовали поместья без господской запашки, в которых вся земля была распределена между крестьянами и арендаторами, а также поместья без зависимых крестьян, в которых домениальные земли обрабатывались наёмным трудом. В хозяйствах цистерцианского ордена, широко распространённых в Северной Англии, земля обрабатывалась монахами и послушниками. Более того, в рамках одного или нескольких маноров виллан мог иметь часть земли в условном держании от феодала, а часть иметь в личной собственности. Свободный владелец земли на территории манора мог посадить на неё своих зависимых крестьян. Иногда несколько феодалов имели сюзеренитет над жителями одной деревни. В Данелаге, с его массами свободных сокменов, манор вообще не получил распространения: здесь власть феодалов ограничивалась судебной юрисдикцией и правом взимания незначительной денежной ренты с крестьян. Барщинное хозяйство также не укоренилось в Кенте и Нортумберленде. В Восточной Англии разложение системы открытых полей привело к формированию крайней пестроты компактных крестьянских держаний с разной величиной рент и подчинённых различным сеньорам.
Несмотря на крайнюю скудность источников по аграрной истории Шотландии до XIV века, очевидно, что манориальная система хозяйствования, основанная на барщинном труде зависимых крестьян, получила к XIII веку широкое распространение в юго-восточных областях страны, особенно в церковных владениях. Однако в Шотландии сколь-либо унифицированная система организации поместий не сложилась, и помимо классических маноров сохранялись поместья, в которых зачастую полностью отсутствовала господская запашка или она обрабатывалась с использованием наёмного труда. Более того, для Шотландии эпохи высокого средневековья было характерно доминирование в манориальных хозяйствах крестьянских наделов и общинных угодий, зачастую по площади в несколько раз превосходивших домен феодала.

## Упадок манориальной системы
Уже с XIII века начался упадок манориальной системы. Всё большее количество вилланов выкупало свои отработочные повинности и переводилось на уплату денежной ренты. Домениальные земли стали обрабатываться более эффективным трудом наёмных сельскохозяйственных рабочих, либо сдаваться в аренду. Распространение товарно-денежных отношений, рост спроса со стороны городов и иностранных государств на продукцию сельского хозяйства привели к переориентации части маноров на рынок и повышению их товарности. Овечья шерсть, сукно, кожи, хлеб и другие продукты земледелия, производимые в манорах, стали активно продаваться на местных ярмарках или экспортироваться за границу. Повышение доходности сельского хозяйства, особенно овцеводства, привело, с одной стороны, к падению значения барщинного труда, а с другой — к расширению домениальных земель и распространению практики «огораживаний». Эпидемия «Чёрной смерти» 1348 года привела к существенной убыли рабочей силы и временному укреплению барщинного манориального хозяйства. Но уже в XV веке отработочные повинности были практически повсеместно коммутированы в денежную ренту, а на смену незащищённым в правовом отношении вилланам пришла прослойка копигольдеров, держащих свою землю на основании обычноправового соглашения с владельцем манора. Широкую практику приобрела аренда манориальных земель зажиточными крестьянами — фермерами (йомены), чьё хозяйство было основано на наёмном труде и ориентировано на рынок. В результате феодальное манориальное хозяйство было вытеснено капиталистическими формами землепользования.